# Ahila
Ahila är en ort i Mexiko.   Den ligger i kommunen Pahuatlán och delstaten Puebla, i den sydöstra delen av landet, 140 km nordost om huvudstaden Mexico City. Ahila ligger 1 770 meter över havet och antalet invånare är 257.
Terrängen runt Ahila är bergig åt nordost, men åt sydväst är den kuperad. Runt Ahila är det ganska tätbefolkat, med 230 invånare per kvadratkilometer. Närmaste större samhälle är Huauchinango, 15,9 km sydost om Ahila. I omgivningarna runt Ahila växer i huvudsak blandskog.